# 1815
Évszázadok: 18. század – 19. század – 20. század
Évtizedek: 1760-as évek – 1770-es évek – 1780-as évek – 1790-es évek – 1800-as évek – 1810-es évek – 1820-as évek – 1830-as évek – 1840-es évek – 1850-es évek – 1860-as évek
Évek: 1810 – 1811 – 1812 – 1813 –  1814 – 1815 – 1816 – 1817 – 1818 – 1819 – 1820

## Események

### Határozott dátumú események
- március 1. – Napóleon visszatér Elba szigetéről.[1]
- június 9. – A bécsi kongresszus záróokiratot ad ki.[1] (A bécsi kongresszus határozatait a szövetségesek waterlooi győzelme és a második párizsi béke (1815. november 20.) erősítette meg.)
- június 18. – A waterlooi csata,[1] a napóleoni háborúk vége.
- június 22. – Napóleon másodszor is lemond a trónról.[1]
- szeptember 26. – A Szent Szövetség megalakulása.[2]
- október 26. – I. Ferenc magyar király és osztrák császár, III. Frigyes Vilmos porosz király és I. Sándor orosz cár jelenlétében felavatják a Gellérthegyi Csillagvizsgálót.[3]
- november 20. – Anglia, Ausztria, Oroszország és Poroszország megalakítja a négyes szövetséget.[4]

### Határozatlan dátumú események
- az év folyamán –
  - A Tambora-hegy kitörése Indonéziában. (A robbanás ereje tízezerszerese volt a Krakatau 1883-as felrobbanásának. Ez volt az írott történelem egyik legerősebb vulkánkitörése. A feltörő porfelhő betakarta az egész Földet. Új-Angliában júliusban havazott, Európát és Oroszországot pedig borzalmas éhínség és szokatlanul hideg nyár sújtotta.)
  - Megalakul a Rajna Hajózhatóságának Központi Bizottsága.
  - Létrejön a Portugál–Brazil Egyesült Királyság.[5]

## Születések
- január 1. – Charles Renouvier francia katolikus filozófus († 1903)
- március 15. – Makray László honvédtiszt, országgyűlési képviselő († 1876)
- március 18. – Ballagi Mór teológus, nyelvész, az MTA tagja († 1891)
- április 6. – Volkmann Róbert Magyarországon alkotott, német zeneszerző, zenepedagógus, karmester († 1883)
- április 12. – Rómer Flóris régész, művészettörténész, egyetemi tanár, az MTA tagja († 1889)
- április 25. – Markusovszky Lajos orvos, egészségügyi reformer, az MTA tagja († 1893)
- május 8. – Lovassy László, az országgyűlési ifjúság egyik vezetője († 1892)
- szeptember 2. – Mosonyi Mihály zeneszerző, pedagógus († 1870)
- szeptember 11. – Horváth János honvéd ezredes († 1875)
- november 2. – George Boole angol matematikus († 1864)
- november 15. – Lengyel Dániel orvos, honvédorvos, tanár, gimnáziumi igazgató († 1884)
- november 19. – Karl Kessler német-orosz zoológus és taxon alkotó († 1881)
- december 10. – Ada Lovelace, az első női programozó († 1852)
- december 11. – Apor Károly császári és királyi kamarás († 1885)
- december 13. – Veres Pálné (sz. Beniczky Hermin), a magyar nőnevelésügy egyik előharcosa, az első Nőképző Egylet alapítója († 1895)
- Ang Mei kambodzsai királynő († 1874)

## Halálozások
- január 5. – Anton Wilhelm von L’Estocq porosz lovassági tábornok (* 1738)
- február 2. – Cseh-Szombati József orvos (* 1748)
- június 1. – Louis-Alexandre Berthier francia tábornagy, Neuchâtel, Valangin és Wagram hercege (* 1753)
- augusztus 5. – Abáts János erdélyi református püspök (* 1745 vagy 1746)
- október 13. – Joachim Murat, a Francia Császárság marsallja, I. Joachim néven nápolyi király (* 1767)
- november 18. – Clemens András magyar evangélikus lelkész (* 1742)
- december 7. – Michel Ney francia marsall a napóleoni háborúk idején[1] (* 1769)
- december 22. – José María Morelos, a mexikói függetlenségi háború egyik legjelentősebb vezére (* 1765)